# Azazia irrorata
Azazia irrorata är en fjärilsart som beskrevs av Fabricius 1781. Azazia irrorata ingår i släktet Azazia och familjen nattflyn. Inga underarter finns listade i Catalogue of Life.